# جائزة فرنسا الكبرى 1933
جائزة فرنسا الكبرى 1933 هو سباق فورمولا 1 أقيم بتاريخ 11 يونيو 1933 في فرنسا.